# محمد الفزاري
محمد الفزاري كاتب وباحث وناشط سياسي ومؤسس ورئيس تحرير شبكة مواطن الإعلامية. الفزاري من أبناء محافظة الباطنة شمال سلطنة عمان. عرف بنشاطه السياسي الإصلاحي والمعارض لنظام الحكم في عمان وبسبب عدم مهادنته السلطة تعرض الفزاري للكثير من الضغوطات والسجن لأكثر من مرة. ثم سحبت وثائه الشخصية، جواز السفر والبطاقة الشخصية، ومنع من السفر لأكثر من 8 أشهر. ونتيجة تعنت السلطة بادر مجموعة من أبرز مثقفي عمان من الكتاب والمحامين والإعلامين والناشطين باصدار بيان يطالب السلطان بإعادة الوثائق حيث لا يوجد أي مسوغ قانوني لمثل هذا الإجراء التعسفي. ولعدم استجابة السلطة لجميع المطالبات وأهمها مقرري الأمم المتحدة المعني بالحق في حرية التجمع السلمي، والمعني بالمدافعين عن حقوق الإنسان، خرج الفزاري طلبا للجوء في المملكة المتحدة وحاليا يقيم في لندن كلاجئ سياسي.

## التعليم
أكمل الفزاري دراسته الجامعية في جامعة السلطان قابوس، ثم واصل دراسته العليا في المملكة المتحدة بجامعة لندن – مدرسة الدراسات الشرقية والأفريقية (SOAS)، حيث حصل على درجة الماجستير في سياسات الشرق الأوسط، ثم نال درجة الدكتوراه في العلوم السياسية والدراسات الدولية.

## كتب
صدرت له رواية عن مؤسسة الانتشار العربي بعنوان (خطاب بين غيابات القبر)، 2013. في 2016 أعد وحرر كتاب بعنوان: عمان تحديات الحاضر ومآلات المستقبل. كذلك صدرت له رواية أخرى عن دار عرب اللندنية حملت عنوان: (اللايقين). في سنة 2020، عن طريق الدار العربية للعلوم ناشرون، صدر له كتاب بعنوان: السيطرة على المعلومة.. دراسة حول النظام والصحافة في عمان.

## مواقفه الوطنية
شارك الفزاري في الاحتجاجات العمانية 2011 التي عرفت بالربيع العماني وبالتحديد في ساحة الشعب، أمام مجلس الشورى في العاصمة مسقط. وبعد فض الاعتصامات بالقوة استمر نشاطه الميداني عبر حضور وتنظيم عدة وقفات احتجاجية بالإضافة إلى نشاطه التدويني في مدونته وعبر مواقع التواصل الاجتماعي. في 11 يونيو 2012 تم اعتقال الفزاري في إحدى الوقفات الاحتجاجية وحوكم برفقة 10 ناشطين في قضية عرفت إعلاميا آنذاك بقضة (التجمهر)، وصدر حكم ضدهم 6 أشهر سجن. كذلك في نفس الفترة تم حبسه انفراديا والتحقيق معه برفقة 11 ناشط بتهمة تشكيل تنظيم لقلب نظام الحكم في سجن سري تابع لجهاز الأمن الداخلي، لكن بعد ذلك تمت محاكمته في تهمة أخرى عرفت إعلاميا بقضية (الإعابة)، وامتدت المحاكمة إلى 14 جلسة حتى صدر عفو من السلطان قابوس عن جميع معتقلي قضيتي الإعابة والتجمهر وتوقيف المحاكمات. أسس بعد ذلك شبكة مواطن الإعلامية التي ناقشت الكثير من القضايا الحساسة والمسكوت عنها. استمر نشاط الفزاري في «مواطن» عبر سياسة تحريرة جريئة تجاوزت جميع الخطوط الحمراء ورفعت سقف الحرية في الإعلام العماني عاليا، وكذلك عبر مقالاته ومواقع التواصل الاجتماعي. نتيجة ذلك، تعرض للعديد من الاعتقالات وجلسات التحقيق بعد ذلك، وآخرها سحب وثائقه الشخصية.

## اعتقالات
في 11 يونيو 2012 ، تم القبض على الفزاري من أمام القيادة العامة للشرطة. لم يحصل على محام طول أثناء الاعتقال. الوقت الذي قضاه في السجن منذ الاعتقال حتى حكم الدرجة الأولى تجاوز شهرين.
واحتجزته جهاز الأمن الداخلي في سلطنة عمان بمعزل عن العالم الخارجي في زنزانة انفرادية في زنزانة بضوء ساطع لم يُطفأ أبدًا، بالأصفاد والغطاء الأسود، وأخضعته لاستجوابات مكثفة لمدة 28 يومًا. ثم نقلوه إلى منشأة قرب سجن سمائي المركزي، حيث أمضى 23 يومًا آخر في الحبس الانفرادي أيضًا. ثم نُقل إلى مركز للشرطة بسرقة وسجناء مخدرات وقضى 8 أيام، ثم نقل مرة أخرى إلى المرفق قرب سجن سمائي المركزي وأمضى 18 يوماً. في 8 أغسطس 2012 ، حكمت المحكمة الابتدائية في مسقط على محمد مع 10 مدافعين آخرين عن حقوق الإنسان، بالسجن لمدة عام ونصف العام وغرامة قدرها 200 ريال (520 دولار أمريكي) وضمانة مالية قدرها 3000 ريال (7800 دولار).. كانت التهم التجميع غير القانوني، وإزعاج النظام العام، وانتهاك قانون الجريمة السيبرانية. إهانة السلطان، والحد من هيبة البلاد.
في 17 مارس 2013 ، أمرت محكمة الاستئناف في مسقط بالإفراج عنه.
في 30 أغسطس 2014 ، تم استدعاء الفزاري من قبل المديرية العامة للتحقيقات والتحقيقات الجنائية التابعة لشرطة عمان في مسقط. تم اعتقاله بمعزل عن العالم الخارجي في الشعبة الخاصة بشرطة عمان في مسقط. لم يحصل على محام. احتجزه المسؤولون الأمنيون في الحبس الانفرادي. وفي 4 سبتمبر / أيلول 2014 ، أُفرج عن محمد دون اتهامات، لكنه هدد بمقاضاته إذا واصل انتقاده لسياسات الحكومة. في 22 ديسمبر / كانون الأول 2014 ، أوقفت السلطات الأمنية محمد الفزاري في مطار مسقط الدولي من قبل السلطات الأمنية التي أبلغته بأنه قد صدر ضده حظر على السفر. وقيل له إنه يجب أن يظهر فوراً أمام الشعبة الخاصة بالشرطة العمانية في العاصمة مسقط للتحقيق، وعندما تمتثل، تم اعتقاله في تمام الساعة 12 ظهراً في نفس اليوم، حتى الساعة الثامنة مساءً قبل إطلاق سراحه دون مسؤوله. الوثائق (جواز سفره وبطاقة الهوية). لم يتم توجيه أي اتهامات ضده.
وقد صدر أمر بحظر السفر دون أي تحذير، بالإضافة إلى الاعتقال، الذي وقع دون تقديم سبب أو توجيه أي تهم محددة ضده. وكان في طريقه إلى المملكة المتحدة عندما أبلغته السلطات عن حظر السفر.
أكثر من 7 أشهر منع الفزاري من السفر وجواز سفره وبطاقة هويته محجوزة للأمن الداخلي. على الرغم من أن القانون العماني ينص بوضوح على أن حظر السفر ومصادرة المستندات الشخصية مسموح به فقط إذا كان المواطن في انتظار الإصدار، وهذا ما تم رفضه في حساب تويتر الفزاري أكثر من مرة. وقال أيضاً إنه حاول إثارة قضية التظلم على جهاز المخابرات من قبل النائب العام، لكن المدعي العام رفض تلقي القضية.

## اللجوء السياسي
في 15 يوليو 2015، تمكن الفزاري من الخروج من عمان بعد رفض السلطة العمانية إرجاع وثائقه، ويعيش حاليا كلاجئ سياسي في بريطانيا.

## مضايقات ضد أسرته
دعت منظمة العفو الدولية وهيومن رايتس ووتش الحكومة العمانية إلى وضع حد لمضايقتها لأسرة الكاتب والصحفي والناشط في مجال حقوق الإنسان، محمد الفزاري، ولضمان التزامها بالتزاماتها بموجب الاتفاقيات الدولية لحقوق الإنسان المتعلقة بالنساء والأطفال.

## المرجع
1. ↑  "مواطن.نت". muwatin.net. مؤرشف من الأصل في 2018-10-23. اطلع عليه بتاريخ 2018-11-05.
2. ↑  ناشط عماني يرصد أهم مطالبات الإصلاح السياسي بالسلطنة ومعوقات تنفيذها نسخة محفوظة 27 ديسمبر 2015 على موقع واي باك مشين.
3. ↑  السلطات الأمنية العمانية تعتقل الناشط ورئيس تحرير مجلة المواطن محمد الفزاري - IFEX نسخة محفوظة 16 أبريل 2015 على موقع واي باك مشين.
4. ↑  بيان #أعيدوا_وثائق_محمد_الفزاري ينتشر بين مستخدمي الشبكات الاجتماعية | مواطن نسخة محفوظة 28 مايو 2017 على موقع واي باك مشين.
5. ↑  عمان: السلطات تسحب جواز سفر الفزاري وبطاقة هويته وتمنعه من السفر نسخة محفوظة 28 مايو 2016 على موقع واي باك مشين.
6. ↑  في أول حوار له بعد لجوئه السياسي لبريطانيا.. الناشط العماني محمد الفزاري يكشف أسباب هروبه من سوط الجلاد نسخة محفوظة 27 ديسمبر 2015 على موقع واي باك مشين.
7. ↑  https://x.com/mkalfazari/status/1831315043176112425
8. ↑  “خطاب ماهي قضيتك؟”.. أبو تركي يسأل | مجلة الفلق الإلكترونية نسخة محفوظة 04 يوليو 2018 على موقع واي باك مشين.
9. ↑  dararabUK on Twitter: "قريبًا #دار_عرب، وبالتعاون مع #منأى يصدران حكاية #اللايقين للصحفي والروائي العُماني #محمد_الفزاري… " نسخة محفوظة 3 يناير 2020 على موقع واي باك مشين.
10. ↑  https://twitter.com/mkalfazari/status/1334223531383672838?s=20 نسخة محفوظة 2020-12-13 على موقع واي باك مشين.
11. ↑  عمان تعفو عن المدانين في قضايا "الإعابة السلطانية" - جريدة الرياض نسخة محفوظة 05 فبراير 2016 على موقع واي باك مشين.
12. ↑  عمان: اطلاق سراح عدد من مدافعي حقوق الإنسان، ولكن الحملة مستمرة ضدهم نسخة محفوظة 15 أبريل 2017 على موقع واي باك مشين.
13. ↑  Oman: Stop Targeting Rights Critic | Human Rights Watch نسخة محفوظة 10 مايو 2017 على موقع واي باك مشين.
14. ↑  Is Oman really the peaceful anomaly of the Middle East? | Middle East Eye نسخة محفوظة 20 سبتمبر 2018 على موقع واي باك مشين.
15. ↑   https://web.archive.org/web/20170314033400/https://www.amnesty.org/download/Documents/MDE2056972017ENGLISH.pdf. مؤرشف من الأصل (PDF) في 2017-03-14. {{استشهاد ويب}}: الوسيط |title= غير موجود أو فارغ (مساعدة)